# Lindau (Bodensee)
Lindau (Bodensee) is een stad in de Duitse deelstaat Beieren aan het Bodenmeer. De stad telt 25.543 inwoners. Lindau is de Kreisstadt van het gelijknamige Landkreis Lindau (Bodensee) en heeft de status van Große Kreisstadt.
De naam komt van Linden Au, een met lindebomen begroeid rivierlandschap. In de Romeinse tijd werd de aanduiding Lindavia gebruikt.

## Geografie
De historische binnenstad ligt op een eiland (0,68 km²) in het Bodenmeer en telt circa 3000 inwoners. Het eiland heeft twee verbindingen met het vasteland in het noorden: aan de westkant is een dam met spoorlijnen en een weg voor langzaam verkeer en op de oostpunt is een brug voor alle wegverkeer.
De natuurlijke oevervorm in het Lindauer gedeelte van het Bodenmeer is een rietkraag, gevolgd door vochtige weiden en stijgend vast land.
De autovrije Maximilianstraße op het eiland is de winkel- en wandelhoofdstraat en komt uit op de marktplaats met het "Haus zum Cavazzen", het voormalige stadsmuseum.
Tot de stad behoort het onbewoonde kunstmatige eilandje Hoy ten oosten van het hoofdeiland en iets verderop ook het Galgeneiland, waar misdadigers terechtgesteld werden. 

### Stadsdelen
- Aeschach
- Hochbuch
- Hoyren
- Lindau-Insel
- Oberreitnau
- Reutin
- Schachen
- Schönau
- Unterreitnau
- Zech

## Historie
- zie rijksstad Lindau
- zie abdij Lindau

## Geboren
- Janina Minge (1999), voetbalster

## Fotogalerij

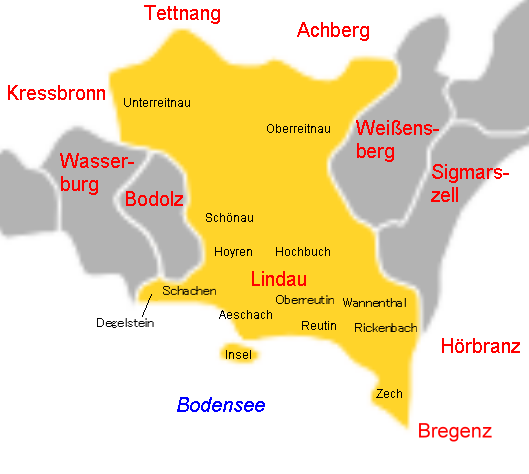
Kaart van Lindau en buurgemeenten
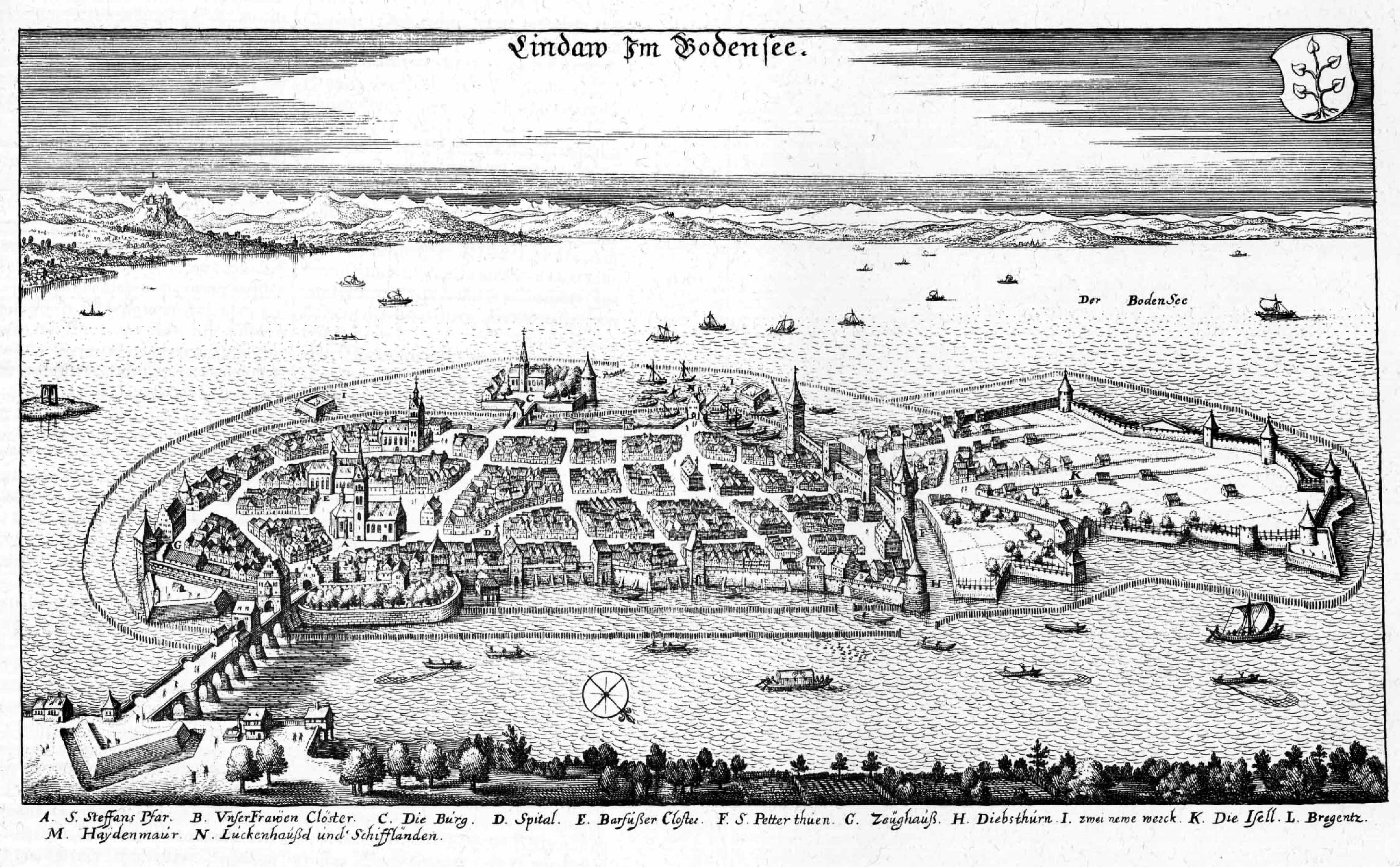
Het eiland Lindau, kopergravure uit 1643 van Caspar Merian.
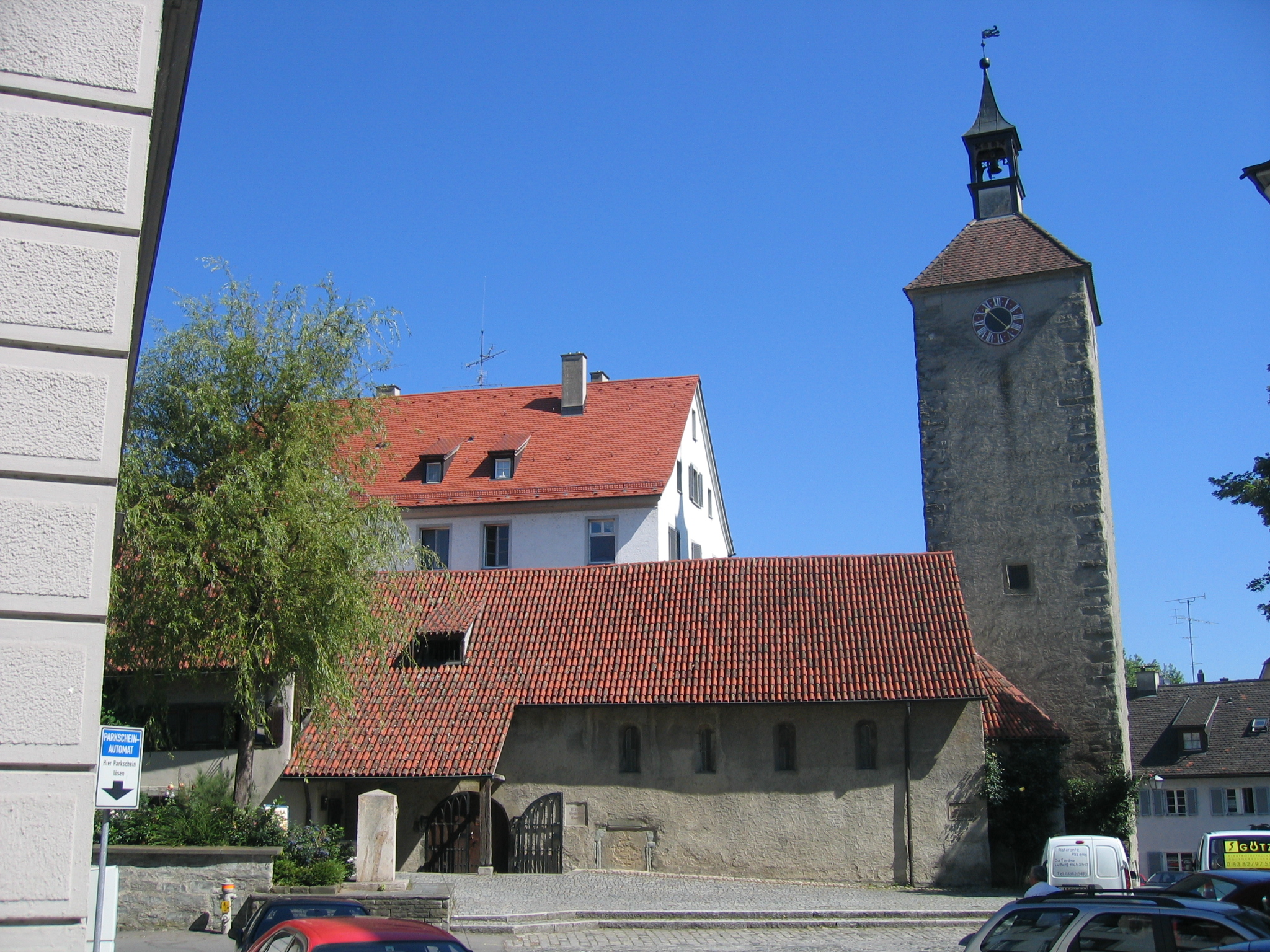
Peterskerk.
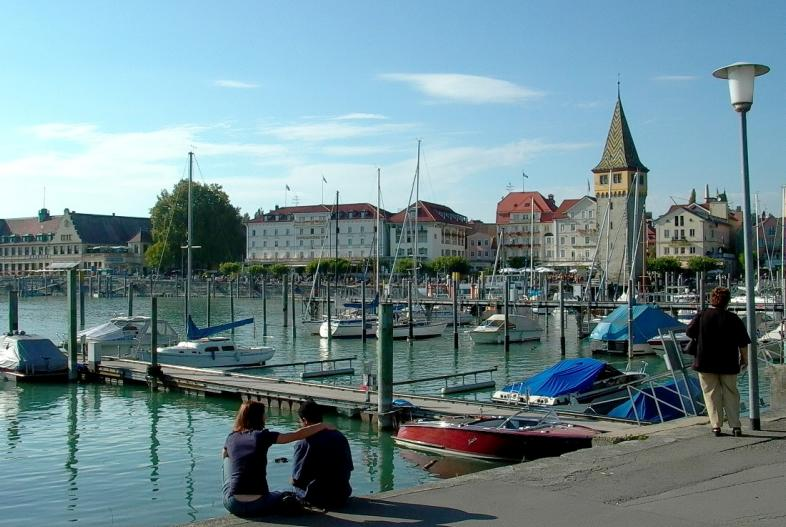
Haven en toren.
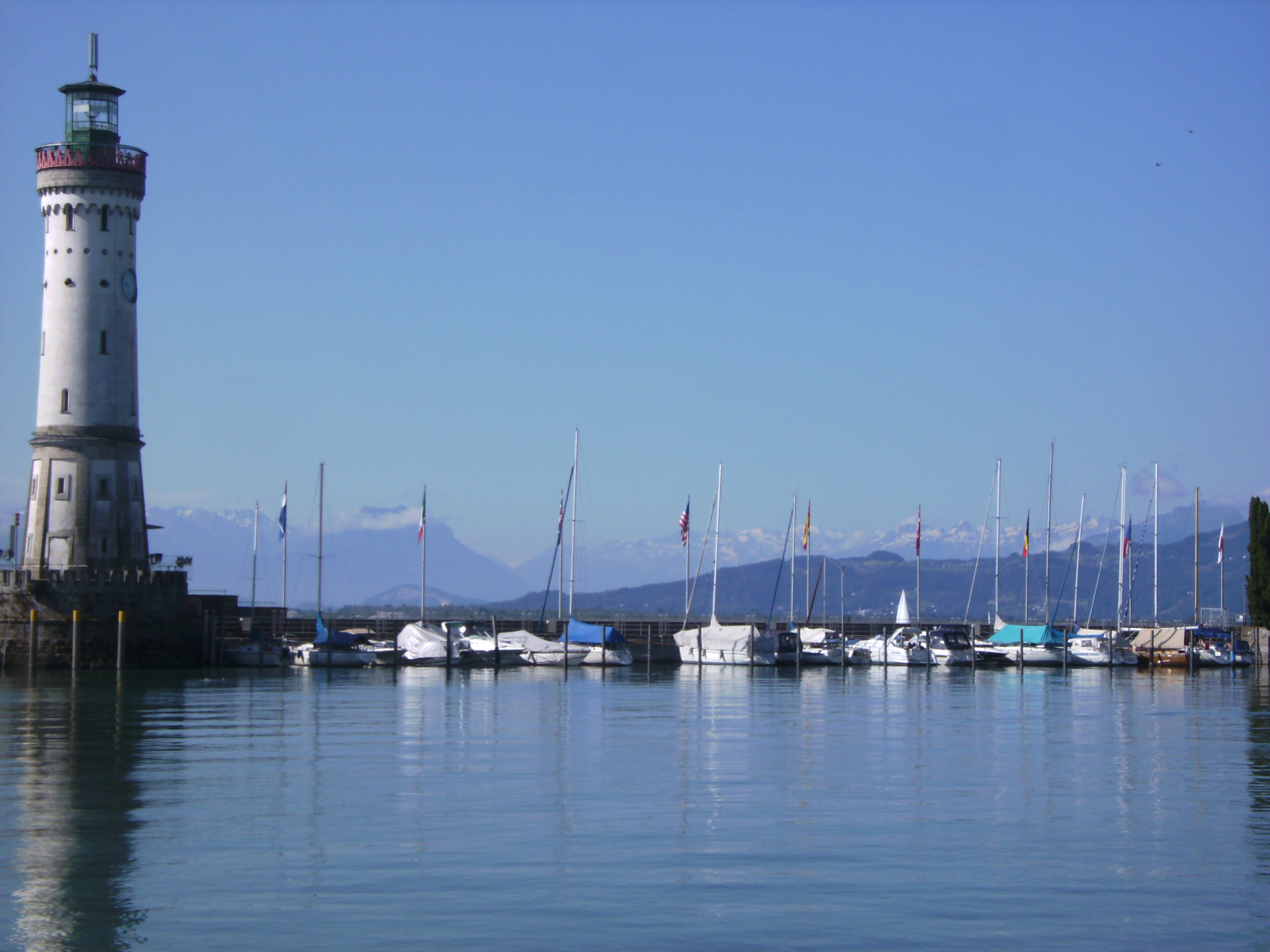
Haven van het eiland met vuurtoren.
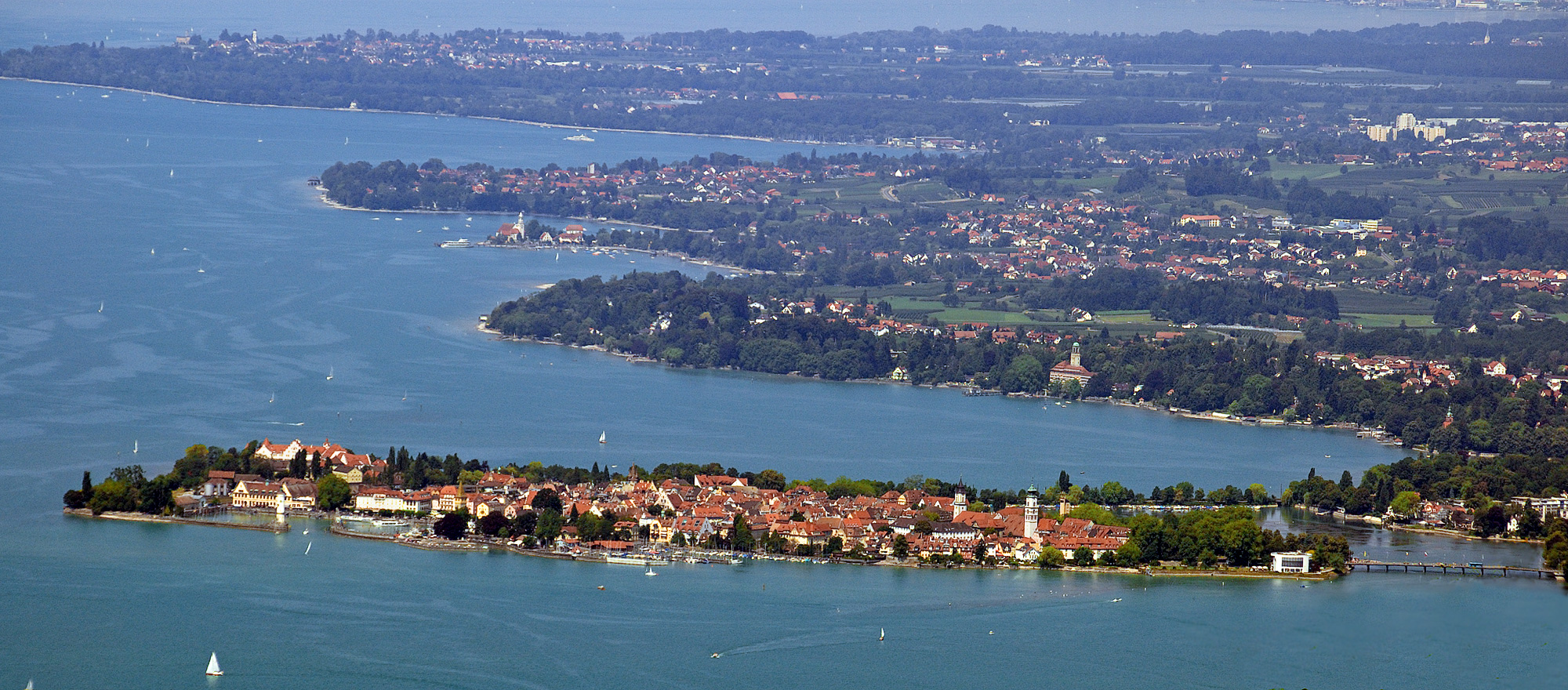
Lindau gezien vanaf Pfänder.
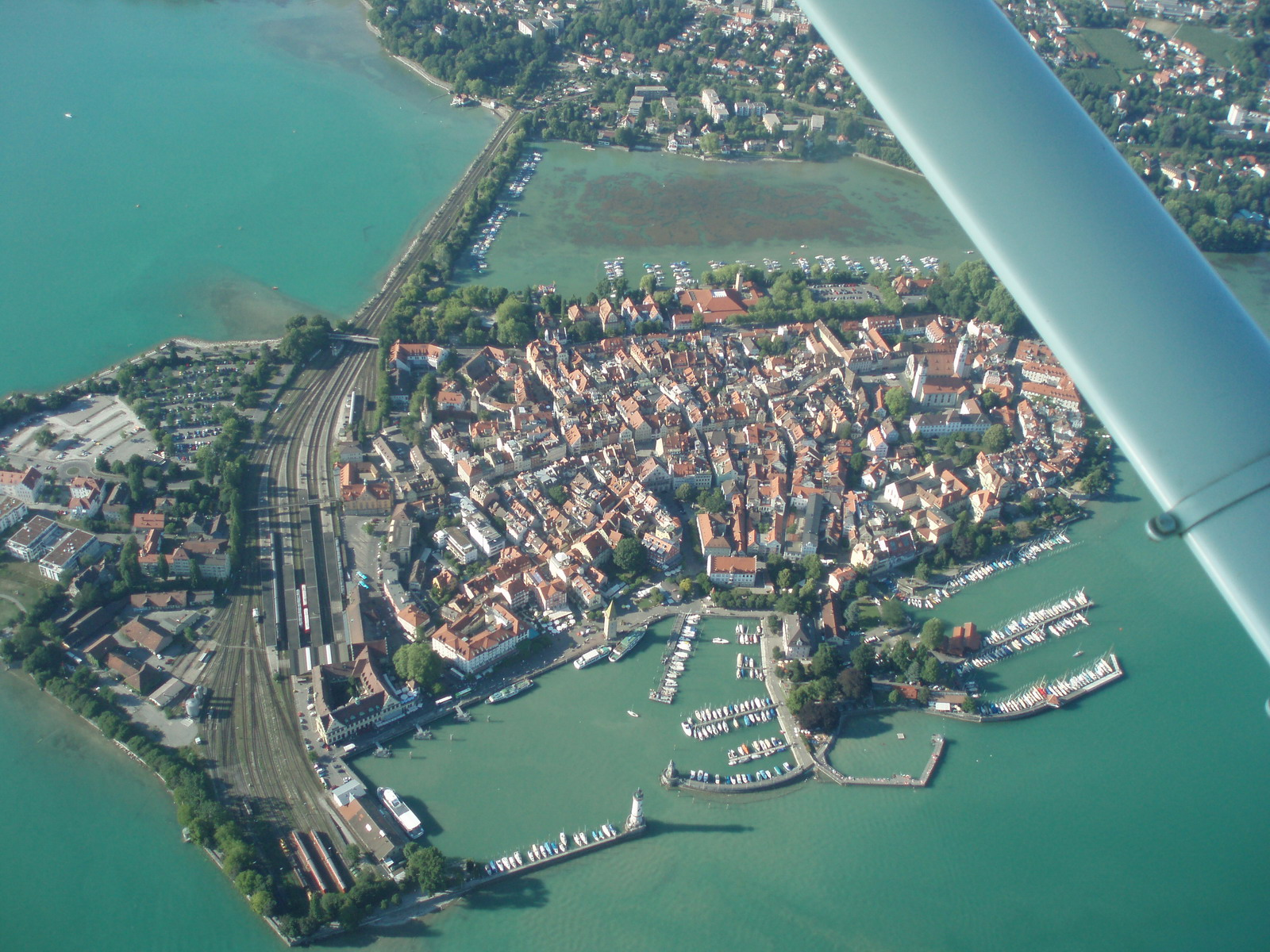
Luchtfoto van Lindau.
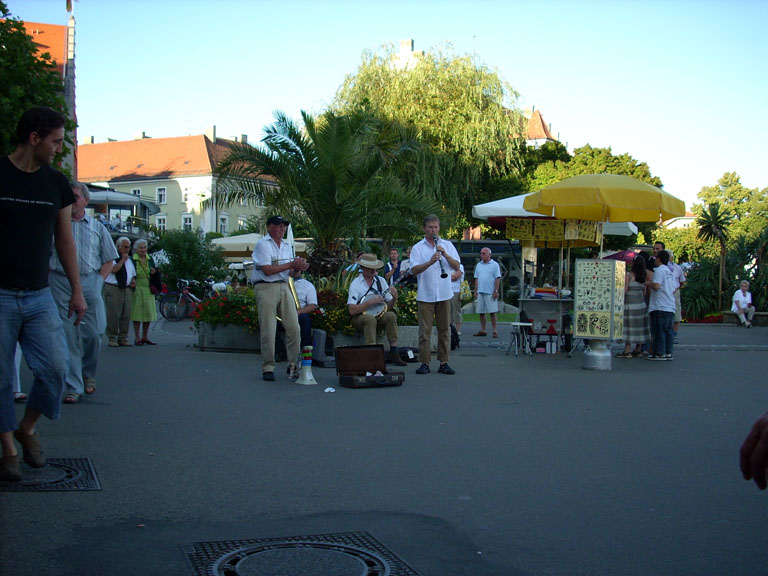
Straatmuzikanten en toeristen op het eiland.
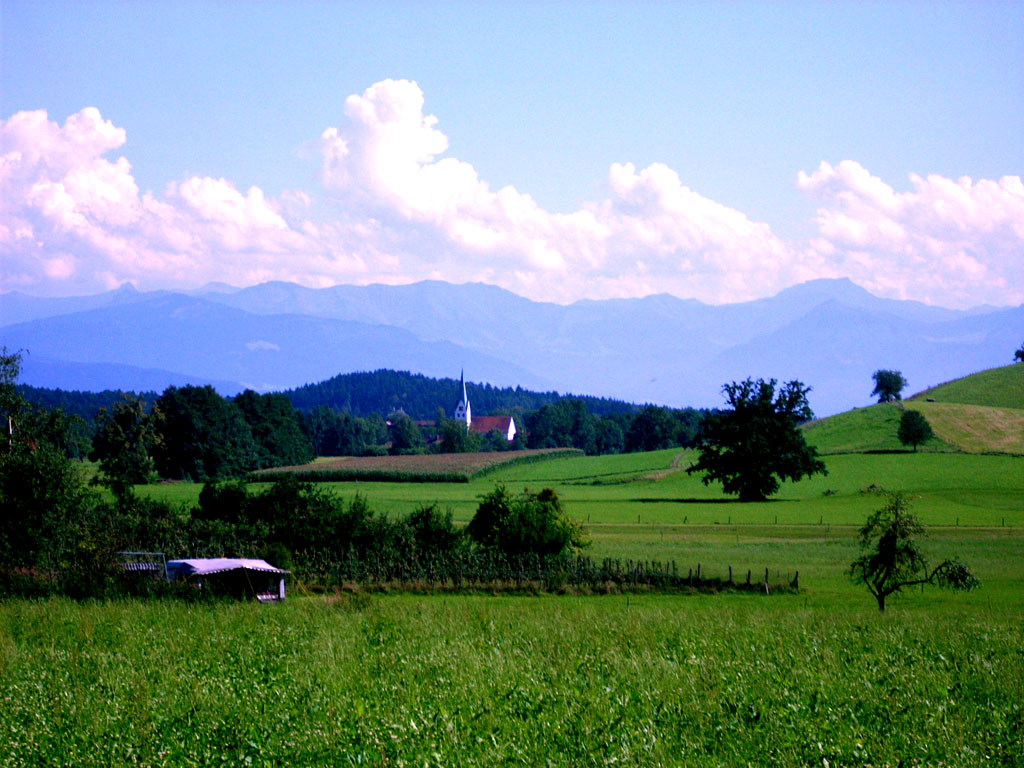
Het dorpje Oberreitnau.